# Scaphorhina hirticollis
Scaphorhina hirticollis är en skalbaggsart som beskrevs av Waterhouse 1875. Scaphorhina hirticollis ingår i släktet Scaphorhina och familjen Melolonthidae. Inga underarter finns listade i Catalogue of Life.